# 康定柳
康定柳（学名：Salix paraplesia）是杨柳科柳属的植物。分布在中国大陆的四川、宁夏、西藏、青海、甘肃、陕西、山西等地，生长于海拔1,500米至3,800米的地区，多生长在山沟和山脊，目前尚未由人工引种栽培。

## 别名
拟五蕊柳（中国高等植物图鉴）

## 异名
- Salix paraplesia Schneid. f. lanceolata C. Wang et C. Y. Yu
- Salix paraplesia Schneid. var. pubescens C. Wang et C. F. Fang
- Salix paraplesia Schneid. var. subintegra C. Wang et P. Y. Fu